# شهرستان استنلی (کارولینای شمالی)
شهرستان استنلی، کارولینای شمالی (به انگلیسی: Stanly County, North Carolina) یک سکونتگاه مسکونی در ایالات متحده آمریکا است که در کارولینای شمالی واقع شده‌است.

## خصوصیات
شهرستان استنلی ۱٬۰۴۶٫۳۶ کیلومترمربع مساحت دارد.